# 單徵
單徵（?—?），中国五胡十六国时汉赵人物。
308年七月初二，汉王刘渊攻打西晋平阳，平阳郡太守宋抽逃跑，河东郡太守路述战死。刘渊迁都蒲子县。上郡鲜卑人陆逐延、氐人酋长單徵都向汉国投降。310年，汉国皇帝刘渊立单徵的女儿为皇后，梁王刘和为太子，宣布大赦。單皇后生子刘乂，单徵是刘乂的外祖父，单徵的儿子单冲官至光禄大夫。